# شهرستان لوچوان
شهرستان لوچوان (به لاتین: Luchuan County) یک منطقهٔ مسکونی در چین است که در یولین واقع شده‌است.